# Kærlighed og Selvmord
Kærlighed og Selvmord eller Pjerrot som Sejerherre er en dansk stumfilm produceret i 1910 af Regia Kunstfilms Kompagni efter manuskript af Gustav Wied. Filmen er en pantomime, der er baseret på Gustav Wieds Kærlighed, to Akter og en Epilog fra 1909. Filmen havde biografpremiere i Kosmorama i Esbjerg den 27. januar 1911.

## Handling
Denne artikel mangler et handlingsreferat. Hjælp os med at skrive det.

## Medvirkende
- Clara Wieth
- Carlo Wieth
- Axel Strøm